# August Deusser

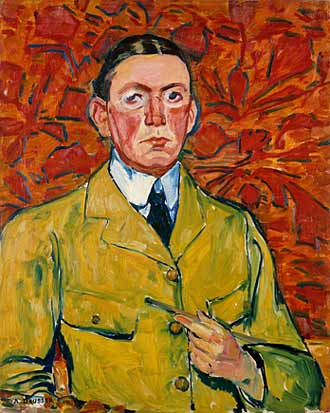
Selbstbildnis im grünen Rock, um 1911

August Deusser (* 15. Februar 1870 in Köln; † 28. Oktober 1942 in Konstanz) war ein deutscher Maler und Professor für Malerei an der Kunstakademie Düsseldorf.

## Leben und Wirken

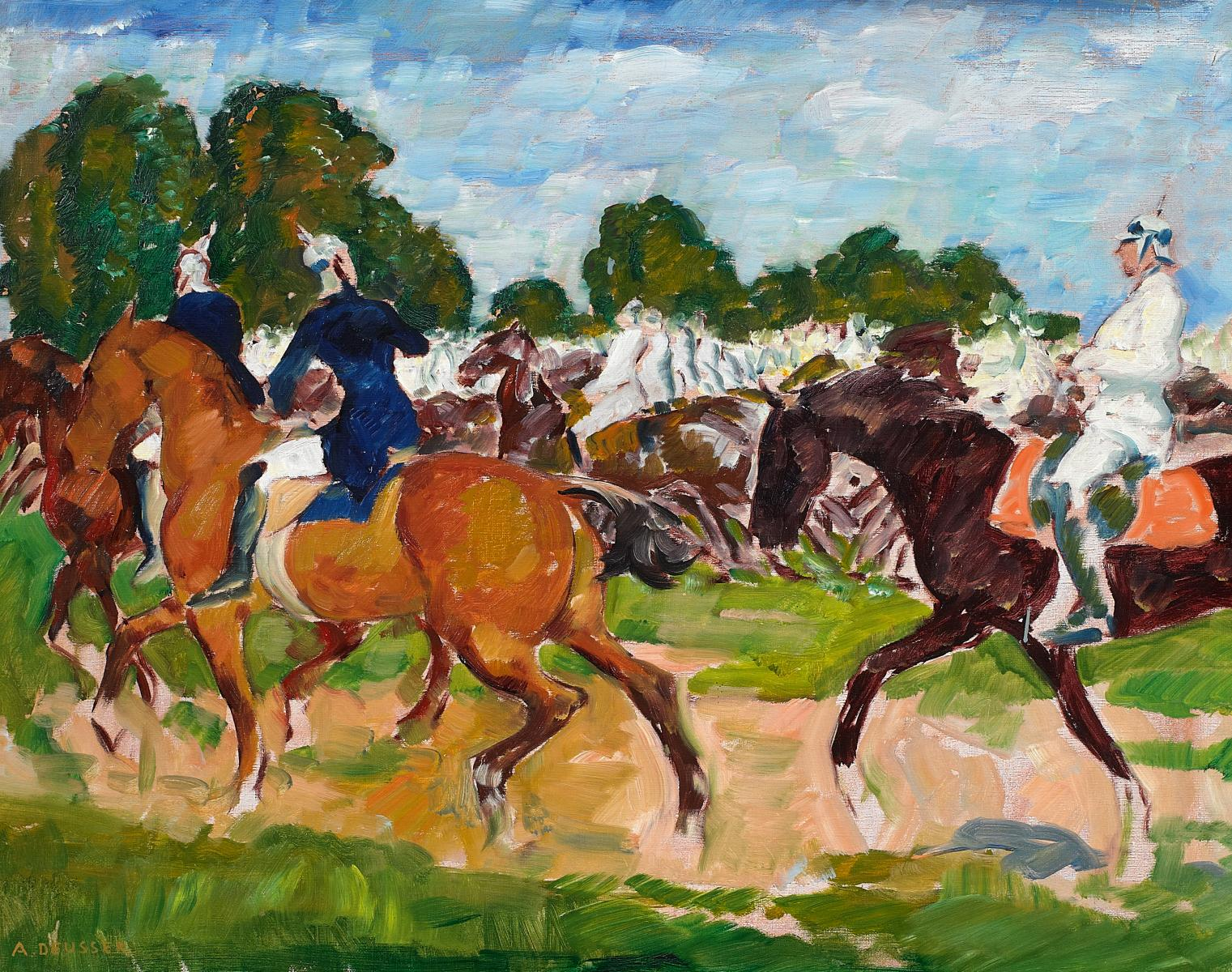
Kürassiere

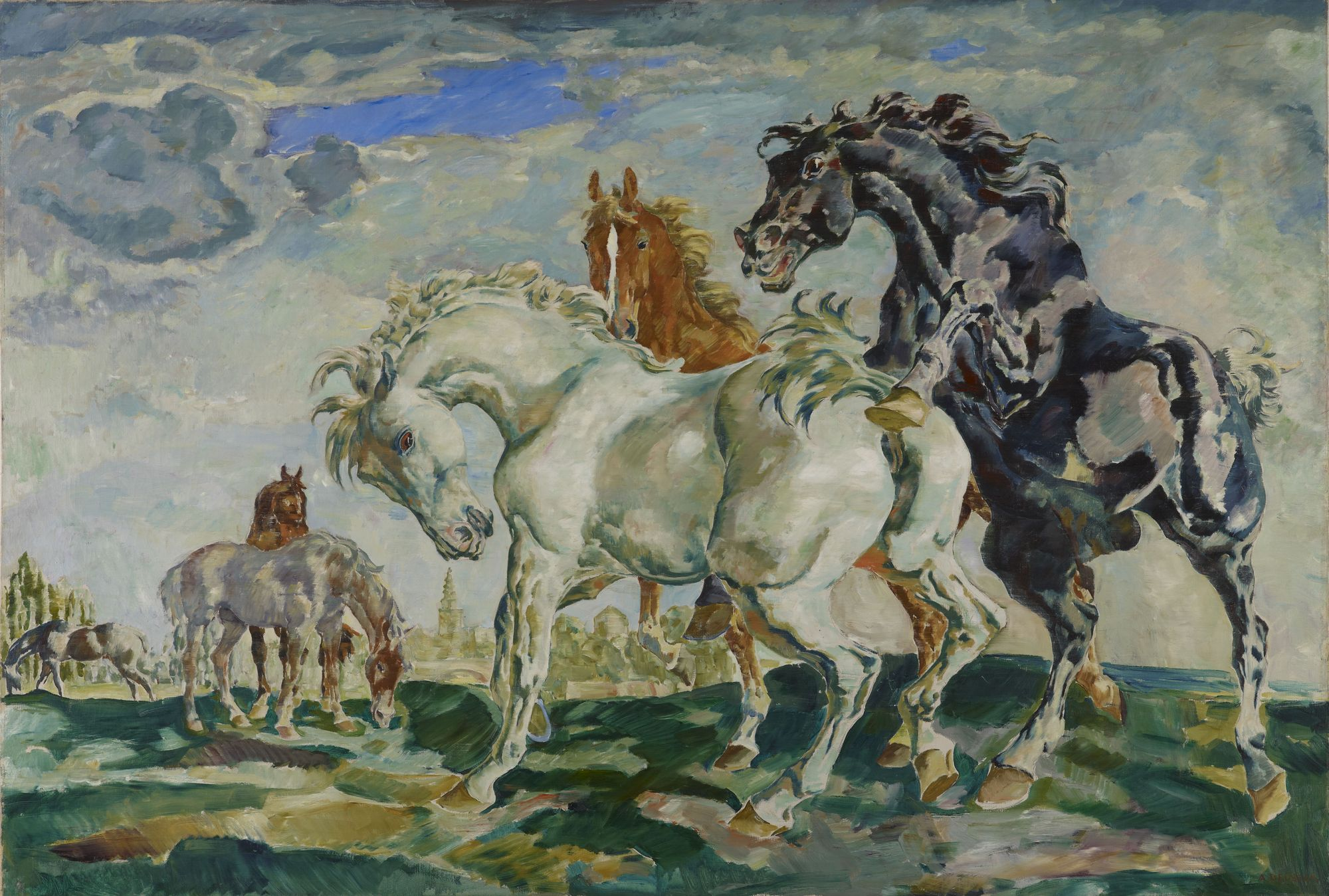
Pferdeakt, zwischen 1917 und 1920

Deusser studierte  von 1892 bis 1897 an der Kunstakademie Düsseldorf Malerei, zuletzt als Meisterschüler von Peter Janssen dem Älteren. Zunächst betätigte sich Deusser als Genre- und Historienmaler, wobei er neben Bauern auf dem Felde insbesondere William Shakespeare thematisierte. Als Gewinner eines Wettbewerbs führte er zur Jahrhundertwende das Historienbild Am Abend der Schlacht von Cleverham für den Sitzungssaal des Kreishauses in Kleve aus.
Unter dem Einfluss von Max Liebermann und Wilhelm Trübner wandte er sich sodann als einer der ersten Künstler der Düsseldorfer Schule dem Impressionismus zu. Auf dem Übungsgelände des Kürassier-Regiments „Graf Gessler“ (Rheinisches) Nr. 8 in Deutz studierte er die Bewegung der Pferde und schuf eine Reihe von Bildern berittener Truppen, die er in neuer Malweise festhielt. Von der Düsseldorfer Kunstkritik wurde dieser Richtungswechsel zunächst geschmäht. Deusser zog sich daher nach Monheim am Rhein zurück, blieb aber in Kontakt mit einem kleinen Kreise von Düsseldorfer Malern, wozu Max Clarenbach, Julius Bretz und Walter Ophey gehörten. Seine Pferdebilder stellte Deusser 1908 in der Kunsthalle Düsseldorf mit Erfolg aus. In der Zeitschrift Die Rheinlande machte zuerst der Kunstkritiker Wilhelm Schäfer nachdrücklich auf ihn aufmerksam. Seither galt Deusser als Anführer der „Düsseldorfer Moderne“ (Walter Cohen).
Gemeinsam mit Max Clarenbach, mit dem er schon als Student Freundschaft geschlossen hatte, gründete Deusser 1909 den Sonderbund, der besonders vom französischen Impressionismus geprägt war. Durch internationale Ausstellungen in Düsseldorf (1909–1911) und Köln (1912) verhalf dieser Künstlerbund der Moderne im Rheinland zum Durchbruch. 1912 zog Deusser nach Wiesbaden. 1917 wurde er zum Professor an der Kunstakademie Düsseldorf ernannt. Im gleichen Jahr erwarb er von Levin Max Paul Hubert Maria Graf Wolff Metternich zur Gracht (1850–1929) Schloss Arcen, das er mit seiner Familie bis 1931 bewohnte. 1932 gab er seine künstlerische Tätigkeit auf.
1937 wurden in der Nazi-Aktion „Entartete Kunst“ nachweislich drei seiner Tafelbilder aus öffentlichen Sammlungen beschlagnahmt.
Deussers Nachlass befand sich von 1978 bis 2009 im schweizerischen Zurzach im Schloss Zurzach, verwaltet von der Antonie-Deusser-Stiftung. In Monheim am Rhein erinnert das Deusser-Haus des Heimatbundes Monheim e. V. an seine dortigen Lebensjahre.

## 1937 als „entartet“ aus öffentlichen Sammlungen beschlagnahmte Tafelbilder
- Kreuzigung (Entwurf für ein Kreuzigungsgemälde; Öl auf Leinwand, 51,3 × 65,3 cm, vor 1917; Kunstsammlungen der Stadt Düsseldorf; 1940 zur „Verwertung“ auf dem Kunstmarkt an den Kunsthändler Bernhard A. Böhmer; Verbleib unbekannt.)
- Pferde auf der Weide (Öl auf Leinwand, 68 × 70 cm, um 1916; Kunstsammlungen der Stadt Düsseldorf; zerstört)[5]
- Landschaft mit Kirche (Städtische Bildergalerie Wuppertal-Elberfeld; zerstört.)